# Varanus bitatawa
El varano gigante filipino (Varanus bitatawa) es una especie de saurópsido escamoso de la familia Varanidae. Es el último lagarto gigante en ser localizado y clasificado hasta el momento. Su descubrimiento y clasificación ha sido fruto del esfuerzo que un grupo de científicos ha realizado en la isla de Luzón (Filipinas), concretamente en la cordillera de Sierra Madre, durante la última década. Su estudio comienza a raíz de unas fotografías en las que se apreciaba a un grupo de cazadores portar un lagarto gigante de color negro y amarillo que no estaba clasificado hasta la fecha. Por ello un grupo científico se trasladó al lugar y tras localizar algunas pruebas de su posible existencia consiguieron dar con un ejemplar al que capturaron. Estudios de ADN confirmaron que se trataba de una nueva especie.
Se alimenta principalmente de frutas y caracoles, siendo uno de los pocos de su género que sigue esta dieta. Habita zonas boscosas que rara vez abandona y su tamaño oscila entre los 30 centímetros y los 2 metros. Por el momento es difícil determinar su estado de conservación o calcular su población.